# Osmia lacus
Osmia lacus är en biart som beskrevs av Sandhouse 1939. Osmia lacus ingår i släktet murarbin, och familjen buksamlarbin. Inga underarter finns listade i Catalogue of Life.